# Haplarmadillo monocellatus
Haplarmadillo monocellatus is een pissebed uit de familie Scleropactidae. De wetenschappelijke naam van de soort is voor het eerst geldig gepubliceerd in 1896 door Dollfus.